# Stadio municipale di Ipurúa
Lo stadio municipale di Ipurúa (in spagnolo Estadio Municipal de Ipurúa, in basco Ipurua futbol zelaia) è un impianto sportivo comunale spagnolo di Eibar, nei Paesi Baschi.
Ospita le partite casalinghe dell'Eibar, società calcistica cittadina.

## Storia
Inaugurato il 14 settembre 1947 in occasione dell'incontro amichevole tra l'Eibar e l'Elgoibar (conclusasi sul risultato di 0-2 in favore degli ospiti), venne sottoposto a lavori di ampliamento già l'anno successivo, quando venne costruita la tribuna centrale, conclusa ed aperta al pubblico nel 1951.
Situato presso una scoscesa valle, in una zona montuosa dell'entroterra basco, fu soggetto a soventi allagamenti e scarso drenaggio del terreno. Per ovviare a questi inconvenienti, vennero adottate misure quali la bonifica ed il livellamento del terreno, operazioni completate nel 1959.

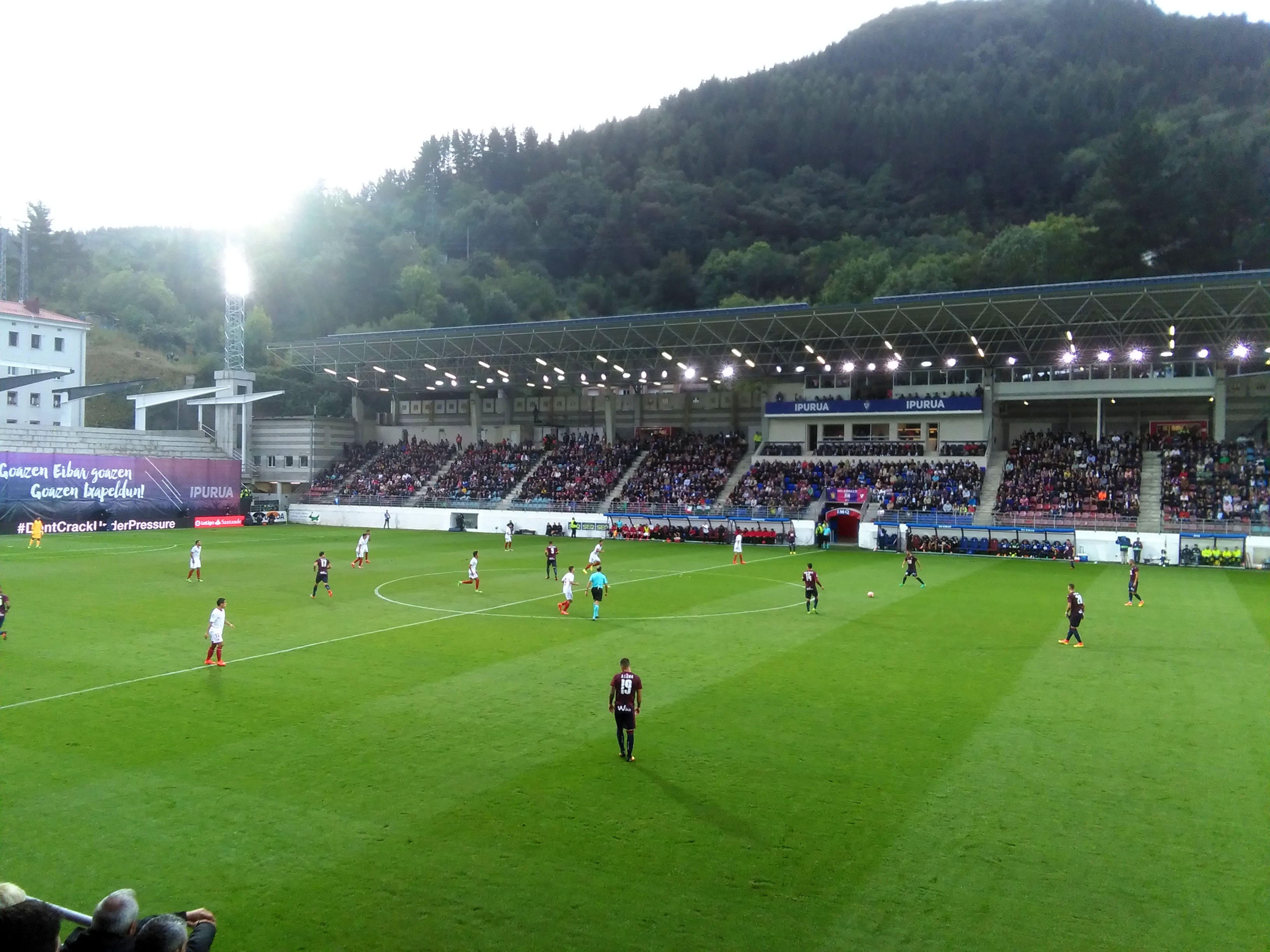
Vista dello stadio durante la partita Eibar 1-1 Sevilla nel 2016

Nel 1970 altri lavori di ampliamento interessarono il tetto della tribuna principale e l'installazione dei fari per le partite serali e notturne, che videro compimenti con l'inaugurazione avvenuta il 14 ottobre in occasione dell'incontro amichevole tra le due realtà calcistiche più importanti dei Paesi Baschi spagnoli: l'Athletic Club di Bilbao e la Real Sociedad di San Sebastián.
Sul finire degli anni 1980 le fortune calcistiche della squadra locale, che arrivò in Segunda division, rimanendovi per ben 18 anni consecutivi, portarono ad ulteriori migliorie al campo, con l'aggiunta della copertura dell'ala occidentale della struttura.
Nel 1990, in occasione del cinquantesimo anniversario della fondazione del club, venne organizzata un'altra amichevole, questa volta con i campioni d'Europa dell'Ajax, conclusasi con il risultato di 1-1.
Per lunghi anni Ipurua è stato il più piccolo stadio tra quelli delle prime due categorie spagnole, anche per via dell'impossibilità di sostanziali ampliamenti, in quanto la struttura si trova inserita in un'area densamente urbanizzata.
Nel 1998 il locale consiglio comunale, unitamente con la Federazione calcistica della Spagna, deliberò un finanziamento che permise un sostanzioso rimodellamento della struttura: la tribuna centrale venne demolita e sostituita da una nuova interamente coperta dalla capacità di 2.800 spettatori, più della metà della capienza dell'intero stadio, con due gradinate laterali, anch'esse coperte.
Tre anni più tardi vennero conclusi anche i lavori che videro la copertura della tribuna Nord, che venne dotata anche di quattro file di seggiolini, e l'installazione di un nuovo sistema di drenaggio del campo da gioco.
Nonostante la capacità ridotta, solo 7.083 spettatori, presenta una struttura moderna e compatta, ed è dotato di certificazione UEFA.